# آلسیا مارکوتسی
آلِـسیا مارکوتسی (ایتالیایی: Alessia Marcuzzi؛ زادهٔ ۱۱ نوامبر ۱۹۷۲) سلبریتی، بازیگر و مدل اهل ایتالیا است.
از فیلم‌ها یا سریال‌های تلویزیونی که وی در آن نقش داشته‌است می‌توان به همه مردان بی‌کفایت، افسران پلیس و عشق یک جادوگر اشاره کرد.